# Тургут Озал
Тургу́т Оза́л (тур. Turgut Özal; 13 жовтня 1927, Малатья, Туреччина — 17 квітня 1993, Анкара, Туреччина) — турецький державний та політичний діяч. Восьмий президент Туреччини. Під час перебування при владі з 1983 по 1991 роки, завдяки економічним реформам — підвищив ВНП Туреччини до високого рівня, який був еквівалентний рівню Османської імперії 1908 року.

## Біографія
Народився 13 жовтня 1927 у місті Малатья, Туреччина. Батько Тургута був банківським службовцем, мати Хафіза працювала вчителькою у початкових класах. Через деякий час сім'я переїжджає до Сіліфке. У дитинстві Тургут хотів стати пілотом. Цьому завадила травма, отримана при падінні з осла, внаслідок якої він пошкодив собі руку. 1931 року родина переїздить до Согуту, де Тургут починає вчитися. У зв'язку з діяльністю батька сім'я часто переїжджала, внаслідок чого Тургут отримав повну середню освіту у Мардіні. Закінчив вищу школу в Коньї і в Кайсері. Навчався в Стамбульському технічному університеті, який закінчив 1950 року, за освітою — інженер.

## Початок політичної діяльності
У 1950—1952 працював у США. Після служби в армії читав лекції у Близькосхідному технічному університеті.
14 вересня 1980 стає радником з економіки прем'єр-міністра Бюлента Улусу.
14 липня 1982 року Озал пішов з цієї посади.
20 травня 1983 року засновує партію «Партія Вітчизни».
На парламентських виборах 1983 року його партія отримує 211 місць з 400 можливих. Тургут Озал стає 45-м прем'єр-міністром Туреччини. На виборах 1987 року партія Озала отримує 292 депутатських місця. Озал знову займає пост прем'єр-міністра.

## Невдалий замах
18 червня 1988 року у спортивному салоні «Ататюрк» на з'їзді «Партії Вітчизни» Картал Деміраг здійснив замах на життя Озала, вистріливши два рази і поранивши президента в руку. Внаслідок перестрілки 18 людей було поранено. Серед поранених була міністр Імрен Айкут. Картала Демірага засудили до смертної кари, яку пізніше замінено 20 роками в'язниці. Під час свого президентства Озал пробачив Картала Демірага.

## Президентство
Вперше в історії Туреччини на виборах було необхідно проводити другий тур. У першому турі Тургут Озал отримав 247 голосів, а його супротивник Фетхи Челікбаш отримав 18 голосів. У другому турі Тургут Озал набрав 256 голосів, а його супротивник отримав 17 голосів.
9 листопада 1989 Тургут Озал офіційно став восьмим президентом Туреччини. Найважливішою подією у регіоні під час його президентства стало захоплення Кувейту Іраком. Тургут Озал вважав Саддама Хусейна небезпекою для Туреччини. У цьому відношенні Озал активно підтримував політику США. Коли Озал захотів ввести війська до Мосула та Кіркука, Верховний Головнокомандувач Туреччини Неджіп Торумтай достроково вийшов у відставку. Після розпаду СРСР Озал став налагоджувати зв'язки з країнами Центральної Азії та Азербайджаном. Озал також висунув концепцію зовнішньої політики, внаслідок якої Туреччина повинна була стати регіональним лідером. Тургут Озал в економіці продовжував політику Аднана Мендереса. Завдяки його реформам Туреччина досягла найвищих економічних успіхів. Був прихильником вільної ринкової економіки.

## Кінець життя
17 квітня 1993 року одразу після візиту до Азербайджану Тургут Озал несподівано помер від інфаркту. На похорон зібралося дуже багато людей з усіх областей Туреччини. Траурна церемонія транслювалася у прямому ефірі. Очікувалося прибуття Джорджа Буша старшого. Озал заповів поховати його у Стамбулі, щоб до кінця світу перебувати під духовним заступництвом Мехмета Фатіха. Могили Озала та Мендереса знаходяться недалеко один від одного. У листопаді 1996 року турецькі ЗМІ опублікували відео, де лідер курдських сепаратистів говорив, що Озала отруїли турецькі спецслужби, оскільки 15 квітня 1993 року він домовився з курдами про врегулювання збройного конфлікту та збирався публічно оголосити про це саме 17 квітня. Вдова президента зажадала перегляду справи, однак її звернення залишилося без наслідків.
2 жовтня 2012 року у Стамбулі приступили до ексгумації останків Тургута Озала з метою пошуку у них отрути.
2 листопада 2012 року було оголошено, що під час лабораторних досліджень останків тканин Тургута Озала турецькі медики виявили сліди рідкісної отруйної сполуки — стрихніну-кератину, і дійшли висновку, що Озала було ним отруєно. Інформація про стрихнін не була підтверджена офіційно. У середині грудня 2012 року стало відомо, що в останках політика було виявлено одразу 4 види шкідливих сполук — америцій, полоній, кадмій та ДДТ.

## Сім'я
До 1952 року Озал перебував у недовговічному шлюбі. Після розлучення Озал одружується на колезі по роботі Семра Озал. У них було троє дітей: Ахмет, Зейнеб, Ефе.

## Афоризми Озала
|  | Мій чиновник знає свою справу. |

Найбільш обговорюваний вираз Озала. Сам він заперечував, що коли-небудь висловлював подібне. Але преса дуже часто приписувала це вираз, як цитату. Озал звинувачував пресу в безвідповідальності і в брехні.
|  | Я люблю багатіїв. |

|  | Залізниця — справа комуністів. |